# لوئیس پل کایتت
 لوئیس پائول کایتت (انگلیسی: Louis Paul Cailletet؛ زاده ۲۱ سپتامبر ۱۸۳۲ - درگذشته ۵ ژانویهٔ ۱۹۱۳) یک فیزیک‌دان اهل فرانسه بود.